# Annunciazione (Botticelli New York)
L'Annunciazione è un dipinto a tempera su tavola (23,9x36,5 cm) di Sandro Botticelli, databile al 1485 circa e  conservato nel Metropolitan Museum di New York.

## Storia
L'opera si trovava nella collezione Barberini di Roma almeno dal XVIII secolo. Con la dispersione all'estero della collezione nel 1905, l'Annunciazione finì, dopo vari passaggi, tra cui l'antiquario Elia Volpi che la vendette a Oscar Huldschinsky di Berlino, nella collezione di Robert Lehman, donata poi al museo newyorkese.
L'opera doveva originariamente essere destinata alla devozione privata per le piccole dimensioni.

## Descrizione
L'Annunciazione si svolge nell'abitazione di Maria, con l'Angelo che è entrato tramite la porta entro una sorta di anticamera porticata con pilastri, oltre la quale si trova lo studio della Vergine da cui si accede, tramite un'apertura, alla stanza da letto in penombra, elemento tipico dell'iconografia. Da una doppia finestra ad arco sullo sfondo si intravede un brano di dolce paesaggio. L'Angelo, che reca in mano il tradizionale giglio bianco, si inchina e al suo gesto fa eco la Vergine. Amorevole è la descrizione dei dettagli minuti, come la piccola natura morta posta sulla spalliera del seggio di Maria.
L'impostazione classica dell'architettura è attentamente reso in prospettiva lineare, una delle grandi scoperte di artisti fiorentini. Le figure della Vergine e dell'arcangelo Gabriele, praticamente speculari l'una dall'altro, sono separate dalla fila centrale di pilastri, ma unificati dai raggi di luce che trasportano il messaggio di Dio dal cielo. La complessità della composizione, così come la qualità lirica del disegno e la trasparenza dei colori, sono caratteristiche dello stile maturo di Botticelli.